# Chen Szu-Yuan
Chen Szu-Yuan, född 7 februari 1981, är en taiwanesisk idrottare som tog silver i bågskytte vid olympiska sommarspelen 2004 i Aten.

## Meriter

### Olympiska meriter

#### Olympiska sommarspelen 2008
| Namn                                        | Gren   | Rankingrunda | Rankingrunda | 32-delsfinal                 | 16-delsfinal                    | 8-delsfinal        | Kvartsfinal           | Semifinal        | Final            | Final |
| Namn                                        | Gren   | Poäng        | Seed         | Resultat                     | Resultat                        | Resultat           | Resultat              | Resultat         | Resultat         | Plats |
| ------------------------------------------- | ------ | ------------ | ------------ | ---------------------------- | ------------------------------- | ------------------ | --------------------- | ---------------- | ---------------- | ----- |
| Chen Szu-Yuan                               | Singel | 654          | 38           | Marbawi (MAS) (27) W 107-106 | Tsyrempilov (RUS) (6) L 101-109 | Gick inte vidare   | Gick inte vidare      | Gick inte vidare | Gick inte vidare | 27    |
| Chen Szu-Yuan Kuo Cheng Wei Wang Cheng Pang | Lag    | 1980         | 7            | n/a                          | n/a                             | USA (10) W 222-218 | Ukraina (2) L 211-214 | Gick inte vidare | Gick inte vidare | 7     |